# 지카촌
지카촌(値賀村)은 일본 사가현 히가시마쓰우라군에 설치되었던 촌이다. 현재의 겐카이정의 일부에 해당한다.

## 역사
- 1889년 4월 1일 - 정촌제 시행에 의해 히가시마쓰우라군 지카촌이 성립하였다.
- 1956년 9월 30일 - 아리우라촌과 합병, 정으로 승격해 겐카이정이 신설되어 폐지하였다.

## 참고문헌
- 角川日本地名大辞典 41 佐賀県
- 『市町村名変遷辞典』東京堂出版、1990年。